# ウルグアイ川
ウルグアイ川（ウルグアイがわ、スペイン語: Río Uruguay、ポルトガル語: Rio Uruguai）は、南アメリカを流れるラプラタ川第二の支流で、全長約1,593kmの河川である。 ブラジルの海岸山脈の西斜面を水源とする。

## 概要
ウルグアイ川は、初めペロタス川を合わせ、西へと流れペペリグアス川を合わせる。その後、次第に水量を増して南西へと向きを変え、ブラジルとアルゼンチンの国境となって流れる。ペペリグアス川との合流点の下流数kmで、川幅は460mから最小21mに急激に狭まり、急流となって13kmの区間を流れる。
いくつかの河川が西方からウルグアイ川へ流入しているが、水量増加に影響を及ぼしているのは、東から流入するイフイ川、イビクイ川、クアライ川などで、各河川とも短いが流量は多い。クアライ川との合流点より下流では、ウルグアイ川がウルグアイとアルゼンチンの国境となり、南へ向かって流れ、長さが約99kmのウルグアイ川最大の支流であるネグロ川を合わせ、川幅を一気に6～10kmに広げ、およそ100km流れてラプラタ川へと合流する。
河口からメルセデスまでの約50kmは、かなりの大型の船でも航行できる。また、アルゼンチンのコンコルディア近くのサルト・グランデダムより下流部のウルグアイ側のファラポス湿地およびウルグアイ川諸島国立公園およびアルゼンチン側のヤタイヤシ林からなるエル・パルマル国立公園一帯は2004年と2011年にラムサール条約登録地となった。一帯にはタテガミオオカミ、キバラムクドリモドキ、クリイロヒメウソ、ヌマヒメウソ、アルゼンチンヒメウソ、ハヤブサ、ドラド、タイガーホーリーなどの動物が生息している。

## 支流
- ペロタス川（ポルトガル語版）
- ペペリグアス川（ポルトガル語版）
- イフイ川（ポルトガル語版）
- イビクイ川（ポルトガル語版）
- クアライ川
- ネグロ川